# Пагаситикос
Пагаситико́с, Пагасейский залив, Пагаситский залив (греч. Παγασητικός Κόλπος) — залив в Греции. Расположен в Магнисии в юго-восточной части периферии Фессалии. Один из самых важных заливов из Греции, на северном побережье находится порт Волос. Омывает на востоке полуостров Магнисию, на юге — Трикерион. Площадь залива 175 квадратных километров, наибольшая глубина 97 метров. У выхода из залива находится остров Палеон-Трикерион.
Получил название от древнего города Пагас.
На побережье залива в 353 году до н. э. состоялась битва на Крокусовом поле, в которой фокейцы потерпели поражение от македонян и погиб Ономарх.